# Acanthochelys radiolata
Acanthochelys radiolata (Mikan 1820), conhecido popularmente por cágado-amarelo, é uma espécie endêmica do Brasil de quelônio que ocorre em rios, brejos, restingas e lagoas da Mata Atlântica nos estados Alagoas, Sergipe, Bahia, Espírito Santo, Rio de Janeiro e Minas Gerais. O nome cágado amarelo deve-se à coloração amarela com manchas negras do plastrão em indivíduos adultos.

## Morfologia
O cágado amarelo pode chegar a 20 cm de comprimento de carapaça e apresenta um polimorfismo principalmente quanto a coloração da carapaça e do plastrão. Sua carapaça é achatada e oval com um sulco vertebral, é mais larga na face posterior do que face anterior, variando de coloração entre marrom avermelhada à negra. Os espécimes adultos possuem a primeira e a quinta vertebra mais largas do que alongadas. Na face ventral, o plastrão possui a parte anterior mais larga que a porção exterior e suavemente voltada para cima. Sua coloração é amarela com estrias e manchas que variam de marrom a negro. Quando jovem, os filhotes possuem a coloração do plastrão avermelhado, e à medida que crescem tornam-se amarelados.
A coloração da cabeça e do pescoço pode variar entre amarelo e marrom, em alguns casos sendo pardo. Os dedos dos pés são em posição palmada, e as superfícies anteriores dos membros estão recobertas por grandes escamas. Possuem tubérculos pequenos e pontiagudos distribuídos por toda a coxa. E a cauda curta possui coloração verde oliva. Além disso, possuem barbelos que desempenham função sensorial. Outra característica peculiar destes quelônios, é a coloração branca da íris.

## Alimentação
A espécie é essencialmente carnívora, alimentando-se de vermes, moluscos, insetos, anfíbios aquáticos e peixes. Como outros membros da família Chelidae, o cágado-amarelo possui hábitos noturnos para alimentação.

## Habitat
A espécie habita águas de baixa correnteza e represas com fundo lodoso, onde podem optar por ficar enterrados. Por isso, preferem ecossistemas lênticos, ou seja, águas de pouco movimento.

### Distribuição geográfica e Estado de conservação
A espécie Acanthochelys radiolata é endêmica do Brasil e está distribuída na Mata Atlântica, nos estados Alagoas, Sergipe, Bahia, Espírito Santo, Rio de Janeiro e Minas Gerais. Atualmente, a espécie não consta como ameaçada de extinção na lista de espécies do Ministério do Meio Ambiente, e na IUCN é definida com o status "Quase ameaçada". A Mata Atlântica está em constante ameaça por ações antrópicas como a expansão do mercado imobiliário, agricultura, poluição, queimadas e o desmatamento que ocasionam a perda do habitat e influenciam diretamente na sobrevivência das espécies que ali residem, como o cágado amarelo.

## Reprodução
O acasalamento foi descrito e organizado em três fases: aproximação, perseguição e cópula. Na primeira fase, o macho aproxima-se de outros espécimes diferenciando-os a cloaca. Reconhecida a fêmea, o macho passa a fase de perseguição, no qual a fêmea pode ir para água e nadar em círculos até aceitar a aproximação do macho. Feito o contato, o macho posiciona-se na região dorsal da fêmea utilizando as quatro patas para segurar-se firme até que aconteça a cópula que pode durar até dois minutos.
Após se acasalarem, as fêmeas constroem seus ninhos sob as vegetações. As fêmeas utilizam de folhas para cobrir os ovos e assim protegê-los da luz solar, e que atua como camuflagem. Os ninhos são ovalados, e geralmente chegam próximo as raízes das plantas ao redor.
Em cativeiro a ovipostura ocorreu no período noturno, cerca de 2 à 4 ovos por ovipostura. Os ovos mediam entre 25mm e 28,8mm, e pesavam de 5 a 12 gramas. A incubação dos ovos até o nascimento leva aproximadamente 135 dias. Os filhotes nascem com a coloração avermelhada e a íris negra. A partir dos três primeiros meses de vida, a coloração muda entre o gradiente vermelho, laranja até ficar amarelo. Após os 3 meses, a íris também é clareada, adquirindo a coloração branca. A hipótese é que a coloração vermelha com manchas negras tenha função de proteção contra predadores, pois as manchas conspícuas tornam a forma do animal menos sólida, adquirindo menos destaque no ambiente.

## Ectoparasitos
Foi reportado na literatura o ectoparasitismo do carrapato Amblyomma rotundatum Koch, 1844 em um indivíduo de cágado-amarelo. A presença de parasitos é uma das possíveis causas das baixas de populações de quêlonios. Em destaque, os carrapatos são vetores de infecções por protozoários que podem reduzir as concentrações de hemoglobina nos hospedeiros. A espécie Amblyomma rotundatum foi reportada como vetor do protozoário Hemolivia stellata em sapos gigantes. Além disso, as lesões decorrentes da alimentação dos carrapatos criam portas de entrada para infecção de microorganismos.